# Gloria Germani
Gloria Germani (Firenze, 24 gennaio 1960) è una filosofa e scrittrice italiana, impegnata nel dialogo tra pensiero occidentale e pensiero orientale.

## Biografia
Gloria Germani è nata a Firenze, dove si è diplomata al Liceo Linguistico e laureata in Filosofia Antica, con una tesi ispirata alla critica heidegheriana del moderno, su Il significato di Verità in Parmenide. Fa parte della borghesia fiorentina più abbiente, essendo proprietaria, da tre generazioni, di diversi cinema in città, soprattutto del Cinema Odeon, poi ceduto all'editore Giunti che al suo posto ha aperto una libreria. Scelta contestata, questa, da parte della cittadinanza fiorentina. Dopo gli studi alla New York University ha compiuto il primo viaggio in India ed ha scoperto la grandezza e profonditá del Pensiero Indiano. Si è specializzata presso l'Università di Pisa, frequentando la cattedra di Religioni e Filosofie dell'India e dell'Estremo Oriente, tenuta da Caterina Conio, fino alla sua prematura scomparsa nel 1996. 
Dalla fine degli anni '80 lavora nel campo dell'industria della cultura, in particolare dell'offerta e distribuzione cinematografica. 
La famiglia Germani, oltre al Cinema Odeon, è stata proprietaria anche del Cinema Astra, poi ceduto a una cifra sconosciuta alla Banca Cambiano.
Germani alterna a questa professione l'impegno per la diffusione del messaggio gandhiano attraverso l'ASSEFA Italia (Association for Sarva Seva Farms - Associazione per le Fattorie al Servizio di Tutti). Inoltre collabora con Caterina Conio per far conoscere in Italia uno dei massimi interpreti del dialogo indù-cristiano, Swami Abhishiktananda, presso il Centro Henri Le-Saux di Milano. Approfondisce le filosofie classiche del Samkhya, del Vedanta e del Shivaismo Kashmirino.
Nel 1992 si trasferisce nel Chianti fiorentino con il marito e la figlia, sperimentando più da vicino l'essenza della Natura.
Dai numerosi viaggi in India nasce il saggio Teresa di Calcutta: una mistica tra Oriente e Occidente. Il suo pensiero in rapporto all'India e a Gandhi, pubblicato da Ed. Paoline nel 2000 e in seconda edizione nel 2003, con prefazione di Tiziano Terzani (il volume ha avuto un'edizione inglese in India e cinque in Brasile in portoghese).
In seguito all’11 settembre 2001 avviene l’incontro “folgorante” con la figura di Tiziano Terzani sulle pagine de ll Corriere della Sera, leggendo l'articolo Quel giorno tra i seguaci di Bin Laden. Segue le lettere pubblicate da Il Corriere e conosce direttamente Terzani, al suo rientro dal Pakistan e dall'Afganistan, per la presentazione di Lettere contro la guerra. Nello stesso tempo anche Terzani legge e apprezza la riflessione sul Mahatma Gandhi e Madre Teresa, contenuta nel volume Teresa di Calcutta: una mistica tra Oriente e Occidente. Nel 2002 Germani segue il pellegrinaggio di pace di Terzani in tutta Italia, per promuovere una visione diversa della globalizzazione e interagisce con lui dall'Himalaya e dall'Orsigna, fino alla sua dipartita nel 2004.
Nel 2008 esce per Longanesi Tiziano Terzani, la rivoluzione dentro di noi, (collana Il Cammeo), prima e unica monografia sul pensiero del giornalista e scrittore vissuto in Asia.
Nel 2009 ha curato per i tipi di Le Lettere l’edizione di Tutto è Uno, testo anonimo del XIX secolo dell’Advaita Vedanta - il nondualismo, ovvero la filosofia del mondo che permea l’Oriente e che costituisce il nucleo della nonviolenza – tanto verso la Madre Terra che verso gli altri e noi stessi.
Dal 2011 cura la rassegna Satya Doc di film documentari dedicati alle grandi questioni del nostro tempo: ecologia, nuovi paradigmi, decrescita; e distribuisce in Italia i film pluripremiati Economia della Felicità, di Helena Norberg-Hodge, Trashed, di Candida Brady con Jeremy Irons e Capire il passato per vivere felici di Helena Norberg-Hodge. 
Dal 2017 ha inaugurato al cinema Odeon di Firenze il ciclo di film+conferenze One World University, incontri tra Oriente e Occidente.
Dagli anni 2000 si interessa vivamente al campo dell'educazione, frequentando come genitore e attivista per 7 anni le scuole steineriane. Dal 2007 entra in contatto con Valentino Giacomin e Alice Project - Universal Education School, con il quale inizia una significativa collaborazione.
Nel 2014, in seguito a ripetute visite alla realtà educativa con sede in India, pubblica A scuola di felicità e decrescita: Alice Project.
Nel 2016 e nel 2018, come portavoce italiano del Premio Nobel Alternativo Helena Norberg Hodge, ha organizzato il VIII e XVI Convegno Internazionale Economia della Felicità a Firenze e Prato che ha radunato moltissimi leader del movimento della localizzazione e della Decrescita. 
Alterna la scrittura all'impegno ecologista ed è attiva nella Associazione per la Decrescita (dal 2013 al 2016 nel Movimento per la Decrescita Felice). Dopo la esperienza del lockdown del 2020-2021 pubblica con Castelvecchi Editore il volume Verità della Decrescita: via dalla scienza totalitaria per salvare il mondo dedicato a quattro figure fondamentali della sua formazione: Marco Vannini, Tiziano Terzani, Helena Norberg Hodge, Serge Latouche.

## Opere

### Libri
- Gloria Germani, Teresa di Calcutta, una mistica tra Oriente e Occidente, Milano, Edizioni Paoline, 2000, ISBN 88-315-2053-9.
  -  Gloria Germani, Teresa di Calcutta, una mistica tra Oriente e Occidente, ed. rivista e ampliata, Milano, Edizioni Paoline, 2003, ISBN 88-315-2495-X.
  -  Gloria Germani, Madre Teresa e Gandhi: l'etica in azione, Milano, Mimesis, 2016, ISBN 978-88-575-3562-3.
- Gloria Germani, Tiziano Terzani: la rivoluzione dentro di noi, Milano, Longanesi, 2008, ISBN 978-88-304-2387-9.
- Gloria Germani, Tiziano Terzani: la rivoluzione dentro di noi. Decrescita, digiuno, non violenza, ristampa, Milano, TEA, 2012, ISBN 978-88-502-2544-6.
- Gloria Germani (a cura di), Tutto è uno - ellam onru, Firenze, Le Lettere, 2009, ISBN 88-6087-191-3.
- Gloria Germani, A scuola di felicità e decrescita: Alice Project, Firenze, Terra Nuova, 2014, ISBN 88-315-2053-9.
- Gloria Germani, Tiziano Terzani: verso la rivoluzione della coscienza, Milano, Jaca Book, 2014, ISBN 978-88-16-41269-9.
- Gloria Germani, Tiziano Terzani: la forza della verità, Vicenza, Il punto d'incontro, 2015, ISBN 978-88-6820-150-0.
- Gloria Germani, Verità della Decrescita: via dalla scienza totalitaria per salvare il mondo, Castelvecchi, 2021. ISBN 978-8832902587

### Saggi e pubblicazioni
- Gloria Germani, Per un'interpretazione delle vie parmenidee, in Annali del Dipartimento di filosofia dell'Università degli Studi di Firenze, II, Firenze, Leo S. Olschki, 1986, ISSN 0394-5073 (WC · ACNP).
- Gloria Germani, Il significato della non-violenza nel Mahabharata, in Rivista di ascetica e mistica, n. 1, Firenze, Convento S. Marco, 1997, ISSN 0394-0594 (WC · ACNP).
- Gloria Germani, Caterina e l'India, in Angela Fiorentini (a cura di), Mistica comparata e dialogo interreligioso: Caterina Conio, Milano, Jaca Book, 2011, ISBN 978-88-16-41108-1.
- Gloria Germani, La mistica. Il risveglio al sé, in Paolo Trianni (a cura di), Henri Le Saux : monaco, mistico e profeta del dialogo con l'induismo, Assisi, Cittadella, 2012, ISBN 978-88-308-1281-9.
- Gloria Germani, Tiziano Terzani, in Marco Viani, Angela Manetti e Giovanni Gozzini (a cura di), La toscanità, Firenze, Giunti Editore, 2016, ISBN non esistente.
- Gloria Germani, Il mito del progresso nel pensiero di Tiziano Terzani e Raimon Panikkar, in Paolo Cacciari (a cura di), La decrescita tra passato e futuro, Napoli, Marotta & Cafiero, 2018, ISBN non esistente.